# Telmatoscopus mergacolis
Telmatoscopus mergacolis és una espècie d'insecte dípter pertanyent a la família dels psicòdids que es troba a Centreamèrica: la província d'Heredia (Costa Rica).